# L'arca di Noè (film 1928)
L'arca di Noè (Noah's Ark) è un film del 1928 diretto da Michael Curtiz e Darryl F. Zanuck.
È un film di guerra statunitense con Dolores Costello, George O'Brien e Noah Beery. Il film segue le vicende, intrecciate, del diluvio universale, e di un soldato statunitense e della sua amata, una donna tedesca, nel corso della prima guerra mondiale.

## Produzione
Il film, diretto da Michael Curtiz e Darryl F. Zanuck su una sceneggiatura di Anthony Coldeway e un soggetto di Zanuck (non accreditato), fu prodotto dallo stesso Zanuck per la Warner Bros. Pictures tramite la Vitaphone Corporation e girato a Big Basin e nell'Iverson Ranch a Los Angeles in California con un budget stimato in 1.005.000 dollari. La produzione utilizzò il sistema audio Vitaphone con alcuni brevi dialoghi in forma sonora.
Durante le riprese della scena del diluvio, il grande volume di acqua utilizzata fu così travolgente che tre comparse morirono annegate, e una di esse restò gravemente ferita e gli si dovette amputare una gamba; altre comparse o stuntman subirono fratture o lesioni gravi. Queste conseguenze portarono all'attuazione delle norme di sicurezza per gli stuntman l'anno successivo. Dolores Costello dopo le riprese si ammalò di polmonite. John Wayne e Andy Devine furono tra le centinaia di comparse nella scena del diluvio.

## Distribuzione
Il film fu distribuito con il titolo Noah's Ark negli Stati Uniti nel 1928 al cinema dalla Warner Bros. Pictures.
Il film debuttò a Hollywood alla fine del 1928 con una durata di 135 minuti. In origine, era stato progettato come film muto nel 1926 per una distribuzione potenziale nel 1927, ma una serie di sequenze parlate furono poi aggiunte (dirette non da Michael Curtiz, ma da Roy Del Ruth). Dopo la première, la Warner Bros. ridusse il film ad una versione più corta rimuovendo circa mezz'ora di riprese, tra cui tutte le scene parlate con Paul McAllister, che interpreta sia un ministro che Noè. Il film fu redistribuito nel 1957 come film muto in versione da 75 minuti con una narrazione aggiunta.
L'originale versione da 135 minuti si considera perduta. Il film fu parzialmente restaurato in una versione della durata di 100 minuti dalla UCLA Film and Television Archive nell'ambito del progetto American Moviemakers: The Dawn of Sound.
Alcune delle distribuzioni sono state:
- negli Stati Uniti il 1º novembre 1928 (Hollywood, California)
- in Germania nel 1929 (Die Arche Noah, versione muta)
- negli Stati Uniti il 15 giugno 1929 (versione sonora)
- negli Stati Uniti il 27 luglio 1929 (versione muta)
- in Cecoslovacchia il 30 agosto 1929 (Archa Noemova, Praga)
- in Danimarca il 21 novembre 1929 (Noahs Ark)
- in Finlandia l'8 dicembre 1929
- in Austria nel 1930 (Die Arche Noah, versione sonora)
- in Turchia nel 1930 (Nuh'un gemisi)
- in Estonia il 7 gennaio 1930 (Noa laev)
- in Portogallo il 24 gennaio 1931 (A Arca de Noé)
- in Brasile (A Arca de Noé)
- in Spagna (El arca de Noé)
- in Grecia (I kivotos tou Noe)
- in Francia (L'arche de Noé)
- in Italia (L'arca di Noè)

## Promozione
La tagline è: "See and Hear the spectacle of the ages!".

## Critica
Secondo il Morandini "Curtiz mescola un episodio biblico con uno moderno, più realistico e violento, seguendo l'esempio di Griffith e De Mille, ma il risultato non è all'altezza dei maestri".